# Серулешть-Гаре
Серулешть-Гаре, Серулешті-Гаре (рум. Sărulești-Gară) — село у повіті Келераш в Румунії. Входить до складу комуни Серулешть.
Село розташоване на відстані 44 км на схід від Бухареста, 59 км на північний захід від Келераші.

## Населення
За даними перепису населення 2002 року у селі проживали 1585 осіб.
Національний склад населення села:
| Національність | Кількість осіб | Відсоток |
| -------------- | -------------- | -------- |
| румуни         | 1148           | 72,4%    |
| цигани         | 437            | 27,6%    |

Рідною мовою назвали:
| Мова      | Кількість осіб | Відсоток |
| --------- | -------------- | -------- |
| румунська | 1148           | 72,4%    |
| циганська | 437            | 27,6%    |